# Kutch

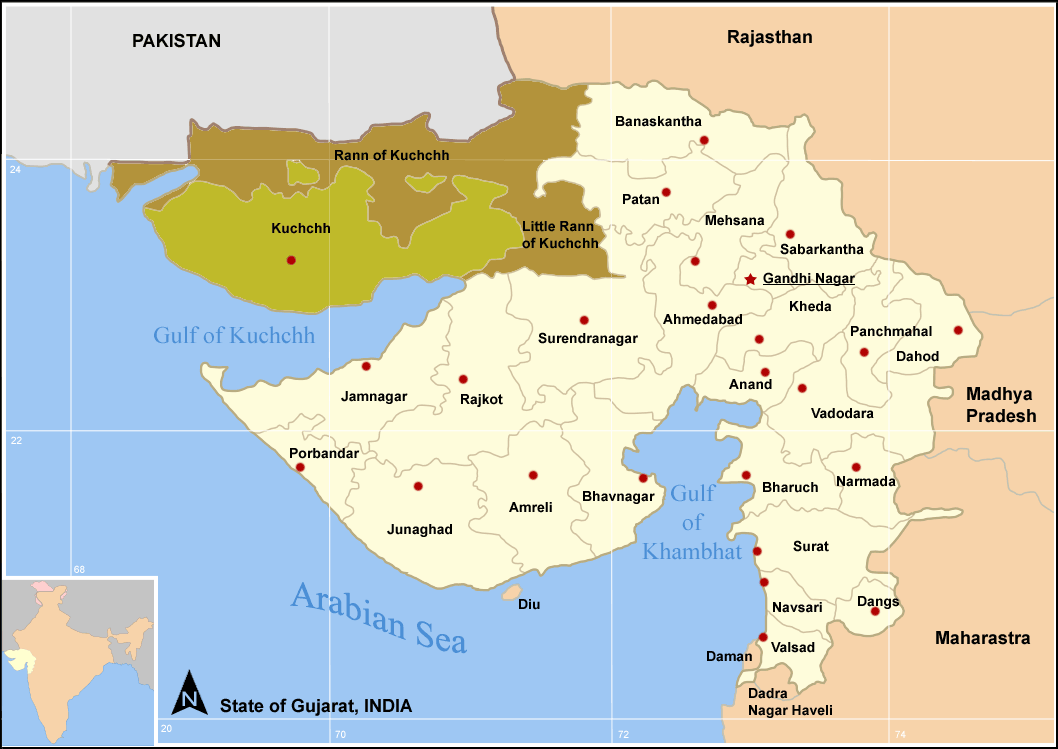
Distriktet Kachchhs läge i dagens Gujarat.

Kutch var ett indiskt furstendöme under brittisk tid. I dag motsvaras området av distriktet Kachchh i delstaten Gujarat.

## Historia
Furstendömet omfattade hela Kutchhalvön, från Rann of Kutch till Kutchviken. Det gränsade mot nuvarande pakistanska provinsen Sindh, Jodhpur, Tharad, Radhanpur, Dhragandhra och Morvi. Ytan var cirka 21 000 km².
Kutchupproret var ett uppror 1816-1832 mot den brittiska övermakten.